# 門松涼
門松 涼（かどまつ りょう、8月11日 - ）は日本の女優。神奈川県小田原市出身。2014年3月までは、声優としてB-Boxにも所属していた。コラボ公演の流れから、2013年1月より劇団K-Showにも所属。B-Box退所後の現在は声優としての活動は行っていない。

## 出演

### テレビアニメ
- それいけ!アンパンマン（クマ太〈15代目[要出典]〉）

### 劇場アニメ
- 劇場版 NARUTO-ナルト- 絆

### ゲーム
- 伯爵と妖精
- あるぴじ学園 1.5
- スクールウォーズ ～卒業戦線～（2013年、黒部大悟の伯母）

### ドラマCD
- 甘利先生の華麗なセミナー（純子）
- 先生はダミー
- 雅恋
- はい。ご主人様（2011年、甘えん坊のご主人様）
- はぴまり 総集編映像
- 篠原千絵30周年記念本 デジタルコミック

### 吹き替え
- ザ・サンクチュアリ（セリーナ、ジョン）
- チアリーダー キャンプ（ブリス）
- トランスポーター ザ・シリーズ #7
- アフターショック（カルメン）

### パチンコ
- 戦国乱舞 ～蒼き独眼～（2009年、支倉常長、風魔小太郎）
- 戦国乱舞2 ～紺碧の双刀～（2011年、石田三成）

### ラジオ
- 井上和彦 Prince Factory（アシスタントパーソナリティー）

### 舞台
- B-Box 「Dream!」（沢木/A 咲/B）
- Broadway Musical Workshop 「Back Stage」（ジョン/M組）
- B-Box 「Fly ～women JUMP～」（清水良美）
- B-Box 「Fly ～women JUMP～」（山田蘭）
- Broadway Musical Workshop 「IN THE B」（精神科医 高橋玲）
- Broadway Musical Workshop 「SUN・LIVES」（精神科医 高橋玲/W組）
- 劇団K-Show with B-Box 「今宵の月に、姫はいるのか。」（ウサミ）
- 劇団K-Show 「気になる病は気から出たマコト」（園部かすみ/B）
- 劇団K-Show 「かりんとう2013」（持田季菜子）
- 劇団SHOW&GO FESTIVAL 「クラッチ・シューター」（水郷葵）
- 劇団K-Show 「かける」（ユガワラ）

### ダンス
- ネオロマンスライブ 2007 summer（井上和彦バック）
- ネオロマンスライブ 2008 summer（井上和彦バック）
- ネオロマンスライブ 2009 summer（井上和彦バック）
- 東京国際アニメフェア 2009（太田貴子バック）
- seekers in 福岡（井上和彦バック）
- ネオロマンス スターライト・クリスマス 2012（井上和彦バック）　他 ...